# Keisuke Tsumita
Keisuke Tsumita (japanisch 積田 景介 Tsumita Keisuke; * 23. Juni 1993 in der Präfektur Chiba) ist ein japanischer Fußballspieler.

## Karriere
Tsumita erlernte das Fußballspielen in der Schulmannschaft der Funabashi High School und der Universitätsmannschaft der Komazawa-Universität. Seinen ersten Vertrag unterschrieb er 2016 bei FC Ryūkyū. Der Verein spielte in der dritthöchsten Liga des Landes, der J3 League. 2018 wurde er mit dem Verein Meister der dritten Liga und stieg in die zweite Liga auf. Am Ende der Saison 2022 belegte Ryūkyū den vorletzten Tabellenplatz und musste in die dritte Liga absteigen.

## Erfolge
FC Ryūkyū
- Japanischer Drittligameister: 2018  ▲